# Stacja Petare
Petare – stacja metra Caracas w zlokalizowanym niedaleko mieście Petare. Została otwarta 10 listopada 1989 r. Jako część przedłużenia linii 1 z Los Dos Caminos do Palo Verde. Stacja znajduje się między stacjami La California i Palo Verde.